# Miss Jihlava Open
Miss Jihlava Open je tuzemská soutěž krásy na Vysočině, soutěž o nejkrásnější dívku Jihlavy. Je to soutěž otevřená, proto mají možnost soutěžit všechny dívky z celé České republiky ve věku od 16 do 28 let. Soutěž každoročně pořádá zakladatelka a ředitelka Veronika Fialová spolu se svou agenturou Veronique Agency. Finálovým večer vždy moderuje Jan Čenský.
Hlavními mediálními partnery byly portály Inspirovanikrasou.cz a Nicemagazinu.cz.

## Vítězky soutěže
| rok  | ročník | Miss Jihlava Open | I. vicemiss        | II. vicemiss      | Datum konání       | Místo konání          |
| ---- | ------ | ----------------- | ------------------ | ----------------- | ------------------ | --------------------- |
| 2008 | 1.     | Lucie Klukavá     | Michaela Junová    | Simona Kadlecová  | 18. října 2008     | Dům kultury v Jihlavě |
| 2009 | 2.     | Eliška Urbancová  | Aneta Grabcová     | Monika Vaculíková | 10. října 2009     | Dům kultury v Jihlavě |
| 2010 | 3.     | Lenka Hovorková   | Lucie Zatloukalová | Monika Vavříčková | 16. října 2010     | Dům kultury v Jihlavě |
| 2011 | 4.     | Šárka Sokolová    | Kateřina Suchárová | Dagmar Šírová     | 12. listopadu 2011 | Dům kultury v Jihlavě |

### Vedlejší tituly
| rok  | ročník | Miss Sympatie    | Miss Internet       | Miss Rádia Jihlava | Miss Nice Magazine | Miss Média   | Ostatní finalistky |
| ---- | ------ | ---------------- | ------------------- | ------------------ | ------------------ | ------------ | --- |
| 2008 | 1.     | Lucie Klukavá    | Michaela Kotalíková | x                  | x                  | Aneta Zelená | Gabriela Bendová, Simona Šindelková |
| 2009 | 2.     | Eliška Urbancová | Tereza Jinochová    | x                  | Monika Vaculíková  | x            | |
| 2010 | 3.     | Lenka Hovorková  | Anna Lhotská        | Lucie Zatloukalová | x                  | x            | |
| 2011 | 4.     | Šárka Sokolová   | Dominika Bártová    | Dominika Bártová   | x                  | x            | Michaela Mikanová, Anna Zelinková, Denisa Biskupová, Veronika Jelínková, Alice Vinklerová, Veronika Dunovská, Alena Kozlová, Tereza Ostárková |

- Miss Sympatie – Vítězku volí diváci sedící přímo v sále.
- Miss Média – Vítězkou se stala dívka s největším počtem hlasů v hlasování na portálech Inspirovanikrasou.cz a Nicemagazinu.cz. Tento titul byl udělovaný v roce 2009.
- Miss Nice Magazine – Vítězkou se stala dívka s největším počtem hlasů v hlasování na portálu Nicemagazinu.cz. Tento titul byl udělovaný v roce 2010, vyrušil a nahradil titul Miss Média udělovaný v roce 2009.
- Miss Rádia Jihlava – Vítězku volili posluchači Rádia Jihlava.